# Llefelys
Llefelys (anche Llevelys e Lleuelys) è un personaggio della mitologia gallese che compare nella storia Lludd e Llefelys della raccolta letteraria dei Mabinogion. 

## Mitologia
Nella storia Lludd e Llefelys, Llefelys è re di Francia e fratello di re Lludd della Britannia. Lludd chiamò in aiuto Llefelys quando il suo regno venne attaccato da tre minacce soprannaturali: i Coraniaid, un popolo demoniaco, un terribile grido che si poteva udire ovunque e che terrorizzava la gente, e la continua scomparsa delle provviste dalla corte del re. Llefelys creò una pozione di insetti schiacciati che distrusse i Coraniaid quando fu spruzzata loro addosso. Scoprì quindi che il grido proveniva da due draghi che combattevano tra di loro e che lui riuscì ad addormentare, seppellendoli poi al centro della Britannia, a Dinas Emrys. Infine, sconfisse il mago, che rubava le provviste reali per rendere suo schiavo Lludd.
L'episodio dei due draghi, uno bianco e uno rosso, che combattono tra loro, verrà ripreso dalle leggende arturiane, ed è alla base di Y Ddraig Goch, uno dei simboli del Galles.

## Etimologia
Il nome Llefelys sembra derivare da Cligueillus (scritto anche Digueillus o Eligueillus in vari manoscritti), un personaggio che si trova nella famosa pseudo-storia Historia Regum Britanniae di Goffredo di Monmouth, che fu tradotta in gallese nel Brut y Brenhinedd. Goffredo rende Digueillo il padre di Heli e nonno di Lud, (prototipo di Lludd). Cligueillus/Llefelys potrebbe essere stato spostato dalla sua posizione di padre di Beli a quella di suo figlio, una volta che la più nota figura di Beli Mawr fu scelta per sostituire l'altrimenti sconosciuto Heli.